# Mike McKone
Pour les articles homonymes, voir McKone.
Michael « Mike » McKone est dessinateur britannique de comics.

## Biographie
En 1989, il commence sa carrière chez DC Comics avec notamment Justice League of America et Justice League International. De 1992, il dessine également pour la concurrence avec des aventures du Punisher pour Marvel Comics. En 2002, avec le scénariste Judd Winick, il lance la série Exiles de Marvel. L'année suivante, avec le scénariste Geoff Johns, il relance le titre Teen Titans de DC,. Chez Marvel Comics, en 2008, il rejoint les artistes qui travaille sur Brand New Day, aventures du super-héros Spider-Man. Deux ans plus tard, avec le scénariste Christos Gage, il lance la série Avengers Academy de Marvel. Cette série aborde le problème de la formation de jeunes surhumains qui pourrait devenir des menaces s'ils ne sont pas correctement encadrés,. Le dessinateur a l’opportunité  de créer de nouveaux personnages avec l'auteur Christos Gage qui lui laisse beaucoup de liberté concernant leur aspect.
Pour Marvel Comics, en 2011, Mike McKone dessine la mini-série Fear Itself: Spider-Man pour le crossover Fear Itself. Dans une interview pour Comic Book Resources, le scénariste Christ Yost déclare « Pour moi, Mike McKone est l'un des grands artistes de Spider-Man. Il a vraiment emmené mon script au niveau suivant. Tout, des dessins aux angles de vue qu'il a choisi, m'a vraiment impressionné. Je lui dois des bières. ». En 2012, il travaille sur le titre Marvel Uncanny X-Force. L'année suivante, il lance avec le scénariste canadien Jeff Lemire la série Justice League of Canada pour DC Comics.